# Vollkosten
Vollkosten setzen sich in der betriebswirtschaftlichen Kostenrechnung aus den Einzelkosten und den Gemeinkosten zusammen.

## Allgemeines
Vollkosten sind eine wichtige Kalkulationsgrundlage. Die unternehmerische Kalkulation auf der Basis von Vollkosten ist vielfach Ausdruck wirtschaftsethischer Vorstellungen von einem gerechten Preis, der dem Hersteller neben einem Gewinnaufschlag seine Aufwendungen decken und seine Existenz sichern soll. Vollkostendeckung bedeutet, dass ein Kostendeckungsgrad von 100 % der Erlöse vorliegt. Vollkosten sind mithin alle in einem Unternehmen entstandenen Kosten, gleichgültig, wie eng sie mit der Produktion und dem Betriebszweck verbunden sind.

## Ermittlung
Zur Ermittlung der Vollkosten stehen zwei Wege zur Verfügung.
Zuordnung zum KostenträgerEinem Kostenträger können die Einzelkosten direkt zugeordnet werden, während die Gemeinkosten nur indirekt über Verteilungsschlüssel umgelegt werden können. Einzelkosten sind etwa die für ein Produkt unmittelbar verbrauchten Rohstoffe, Gemeinkosten beispielsweise die Gehälter der Verwaltung.
Beschäftigungsabhängige oder beschäftigungsunabhängige KostenDie bei der produktionsbedingten Auslastung anfallenden Kosten heißen variable Kosten, während der Rest der so genannten Bereitschaftskosten die Fixkosten sind. Zu den ersteren gehören etwa Fertigungslöhne der Arbeiter, zu den letzteren zu zahlende Versicherungsprämien für Betriebsversicherungen.

## Zusammensetzung
Die Vollkosten ({\displaystyle V}) setzen sich aus den fixen ({\displaystyle K_{\text{f}}}) und den variablen Kosten ({\displaystyle K_{\text{v}}}) zusammen. Eine weitere Sichtweise ist die Aufteilung der Vollkosten in Einzelkosten ({\displaystyle K_{\text{e}}}) und Gemeinkosten ({\displaystyle K_{\text{g}}}):
{\displaystyle V=K_{\text{f}}+K_{\text{v}}}
{\displaystyle V=K_{\text{e}}+K_{\text{g}}}
Mithin gilt:
{\displaystyle K_{\text{f}}+K_{\text{v}}=K_{\text{e}}+K_{\text{g}}}
In der Vollkostenrechnung werden alle Kosten über die Kostenartenrechnung durch die Kostenstellenrechnung schließlich auf den Kostenträger verrechnet. Die Vollkostenrechnung ist sinnvoll, da Informations- und Anreizprobleme langfristig zu falschen Investitionsentscheidungen führen können, wenn nicht alle Kosten einer Entscheidung (fixe und variable Kosten) in Betracht gezogen werden.

## Vollkosten und Rechtsprechung
Auch die Rechtsprechung hat sich mit Fragen der Vollkosten befasst. Das Reichsgericht war noch – zumindest in Kriegszeiten – von den Vollkosten und einem Gewinnzuschlag bei der Ermittlung eines angemessenen Preises ausgegangen. Der Bundesgerichtshof versagt indes bei der Ermittlung des Verletzergewinns das Vollkostenmodell, sondern billigt lediglich einen Teil der Gemeinkosten (nur variable Gemeinkosten mit einem unmittelbaren Bezug zur erbrachten Leistung) und sämtliche Einzelkosten zu. Nicht angerechnet werden dürfen Fixkosten, die als reine Bereitschaftskosten „ohnehin“ angefallen wären. Das Urteil war erst möglich geworden, seitdem sich in der Betriebswirtschaftslehre die Teilkostenrechnung durchgesetzt hatte.